# Cteniscus maculiventris
Cteniscus maculiventris là một loài tò vò trong họ Ichneumonidae.